# Cenere (film 2024)
Cenere (Kül) è un film turco del 2024 diretto da Erdem Tepegöz, scritto da Erdi Isik, prodotto da Ay Yapim.

## Trama
Una donna ricca e sposata, che ha perso entusiasmo per la sua vita insieme al marito Kenan, scopre casualmente un manoscritto anonimo, intitolato Cenere, inviato un anno prima alla casa editrice fondata dal marito. Il libro riaccende in lei una passione che è stata nascosta per molto tempo e che la porterà a vivere una relazione pericolosa che le cambierà la vita.

## Distribuzione
Il film è stato distribuito sulla piattaforma di streaming Netflix dal 9 febbraio 2024.